# قصر الشمس
قصر الشمس في كومسوسان (بالكورية: 금수산태양궁전)، الذي عرف سابقًا باسم قصر كومسوسان التذكاري (금수산기념궁전)، هو مبنى يقع في الركن الشمالي الشرقي من العاصمة بيونغيانغ، ويُستخدم كمقبرة رئاسية للزعيم الكوري الشمالي المؤسس كيم إيل سونغ، ولنجله كيم جونغ إيل. وقد عُرضت جثتاهما المحنطتان للعامة منذ وفاتهما في عامي 1994 و2011 على التوالي. مُنح كلاهما ألقابًا فخرية بعد وفاتهما، حيث أُعلن كيم إيل سونغ "الرئيس الأبدي" لكوريا الشمالية، وكيم جونغ إيل "الأمين العام الأبدي".

## لمحة عامة
في داخل القصر، ترقد جثة كيم إيل سونغ المُحنطة داخل تابوت زجاجي شفاف، وقد وُضع رأسه على وسادة تقليدية مصنوعة من قش الحنطة السوداء، بينما يغطي جسده علم حزب العمال الكوري. وتُعرض جثة كيم جونغ إيل في غرفة قريبة من رفات والده، وبطريقة مماثلة للغاية في ترتيبها وتقديمها.
يمتد قصر كومسوسان على مساحة تبلغ نحو 115 ألف قدم مربع (ما يعادل 10,700 متر مربع)، مما يجعله أكبر ضريح مخصص لزعيم شيوعي، كما يُعد الوحيد من نوعه الذي يضم رفات أكثر من شخص. وتحتوي بعض القاعات داخل المبنى على ممرات يصل طولها إلى كيلومتر كامل (حوالي 3,300 قدم). ويقع أمام القصر ميدان فسيح يبلغ طوله قرابة 500 متر (1,600 قدم)، ويحيط بالقصر من جهتيه الشمالية والشرقية خندق مائي.
ويقع بالقرب من القصر قصر ضيوف كومسوسان (عند الإحداثيات 39°03′40″N 125°48′06″E)، الذي أُنشئ عام 2019 واستُخدم من قبل الزعيم الصيني شي جين بينغ، بالإضافة إلى دار ضيافة بايكهواوون (عند الإحداثيات 39°02′48″N 125°48′38″E)، التي استضافت سابقًا رئيس كوريا الجنوبية مون جيه إن، ووزير الخارجية الأمريكي مايك بومبيو، ووزير الخارجية الروسي سيرغي لافروف.

## تاريخ
شُيّد القصر في عام 1976 باسم قاعة كومسوسان للاجتماعات (بالكورية: 금수산의사당)، وكان يُستخدم مقرًا رسميًا للإقامة الخاصة بالزعيم كيم إيل سونغ. وبعد وفاة كيم إيل سونغ في عام 1994، قام نجله كيم جونغ إيل بتجديد المبنى وتحويله إلى ضريح لوالده.
ويُقدّر أن تكلفة تحويل المبنى إلى ضريح قد بلغت ما لا يقل عن 100 مليون دولار أمريكي، بينما تشير بعض المصادر إلى أن الكلفة الإجمالية قد وصلت إلى نحو 900 مليون دولار.

## زيارة القصر
يُسمح للزوار الأجانب بدخول قصر كومسوسان فقط من خلال جولة رسمية تنظّمها الحكومة الكورية الشمالية. ويمنع تمامًا داخل القصر التصوير الفوتوغرافي، وتصوير الفيديو، والتدخين. أما الساحة الأمامية للقصر، فهي مفتوحة طوال أيام الأسبوع، وتُستخدم في استضافة التجمّعات الوطنية والفعاليات العامة.
يصل الزائرون إلى المبنى عبر نفق للمشاة يقع بجانب محطة الترام المقابلة للطريق. وعند الدخول، يُطلب من جميع الزائرين — سواء الأجانب أو السيّاح الكوريين الشماليين — المرور فوق جهاز لتنظيف الأحذية، ثم تسليم جميع المتعلقات الشخصية (باستثناء المحافظ) في غرفة أمانات، حيث يُمنح كل زائر تذكرة مرقّمة لاسترداد مقتنياته عند المغادرة. بعد ذلك، يواصل الزائرون المسير عبر سلسلة من الممرات المتحركة.

حتى عام 2015، كان على الزوّار المرور داخل قاعة طويلة تضم تمثالين من الرخام الأبيض لكيم إيل سونغ وكيم جونغ إيل، محاطين بإضاءة حمراء خافتة. لاحقًا، استُبدل هذا المشهد بصورة ثلاثية الأبعاد للزعيمين وخلفهما جبل بايكتو، وتحيط بها أعلام الدولة والحزب. تصطف أعمدة رخامية مقوسة على جانبي القاعة. ويُطلب من الزائرين الوقوف على خط أصفر مرسوم على الأرض والتأمّل للحظات، قبل أن يُدعو للدخول إلى غرفة أخرى.

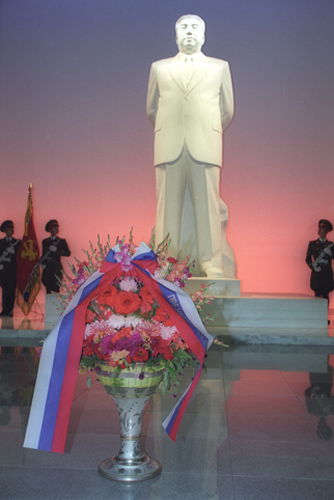
تمثال كيم إل سونغ بجانب باقة من الزهور داخل الضريح.

في هذه الغرفة، يُمنح الزوّار سماعات صغيرة تنقل سردًا صوتيًا يُعبّر عن حزن الشعب الكوري عند وفاة كيم إيل سونغ، وتُعرض في الغرفة تماثيل نصفية برونزية لأشخاص في حالات حزن. بعد ذلك، يصعد الزوار بواسطة مصعد إلى الطابق الأعلى من المبنى الذي تكسوه جدران من الرخام الأبيض والرمادي. وهناك، يمرّون عبر جهاز ينفث الهواء لإزالة الغبار قبل الدخول إلى القاعة التي تضم جثتي كيم إيل سونغ وكيم جونغ إيل المحنطتين والمحفوظتين في حالتهما.
تُعرض كل جثة داخل تابوت بلوري شفاف، يحيط به حاجز من الحبال الحمراء. يُطلب من الزوّار الدخول على شكل مجموعات من أربعة أشخاص، والانحناء عند قدمي كيم إيل سونغ، ثم إلى يساره، ثم إلى يمينه. بعد ذلك، ينتقل الزائرون إلى غرفة متحفية تُعرض فيها الجوائز والأوسمة التي تلقّاها كيم إيل سونغ خلال حياته من دول أجنبية، وجامعات، وجمعيات صداقة، وغيرها.
يُعاد نفس الترتيب في الطابق السفلي، حيث توجد غرفة مماثلة تقريبًا تضم تابوت كيم جونغ إيل، إلى جانب قاعات تعرض تذكاراته ومقتنياته الشخصية.

## التذكارات
تضم الغرف المجاورة لضريحي كيم إيل سونغ وكيم جونغ إيل عددًا من مقتنيات كيم الشخصية، بالإضافة إلى الهدايا والأوسمة التي تلقّاها من مختلف أنحاء العالم. وتجدر الإشارة إلى أن هذه القاعات لا تحتوي على أي لوحات تعريفية أو شروحات باللغة الكورية.
من بين المعروضات شهادات أكاديمية، لكن شهادة واحدة فقط من جامعة غربية، وهي من جامعة كينسنغتون في ولاية كاليفورنيا. وكانت كينسنغتون مؤسسة تعليمية غير معتمدة، وغالبًا ما يُنظر إليها على أنها "مصنع شهادات". وبعد محاولات استمرت لعامين لإغلاقها، أُمرت الجامعة بالإغلاق من قِبل جهة تنظيمية في كاليفورنيا عام 1996، ثم أعيد افتتاحها في هاواي في العام نفسه، قبل أن تُحل بأمر من محكمة هاواي في عام 2003.
من بين المعروضات أيضًا ميدالية سلام من اليابان موضوعة بجانب وسام "من أجل النصر على اليابان" الذي منحه الاتحاد السوفييتي لكيم إيل سونغ. وتزدان القاعة بلوحات ضخمة وصور فوتوغرافية تُظهر لقاءات كيم إيل سونغ مع عدد من زعماء العالم خلال زياراتهم إلى كوريا الشمالية أو أثناء رحلاته الخارجية، ومن بينهم:
- حسني مبارك (مصر)
- العقيد معمر القذافي (ليبيا)
- ماو تسي تونغ، رئيس الحزب الشيوعي الصيني (الصين)
- نيكولاي تشاوشيسكو (رومانيا)
- إريش هونيكر، الأمين العام ورئيس ألمانيا الشرقية
- غوستاف هوساك (تشيكوسلوفاكيا سابقًا)
- فوييتش ياروزلسكي (بولندا)
- تودور جيفكوف (بلغاريا)
- يانوش كادار (هنغاريا)
- فيدل كاسترو (كوبا)
- يوسيب بروز تيتو (يوغوسلافيا السابقة)
- هواري بومدين (الجزائر)
- مختار ولد داداه (موريتانيا)
- ياسر عرفات (فلسطين)

كما تشمل الصور لقاءاته مع عدد من الزعماء السوفييت السابقين، مثل جوزيف ستالين، ونيكيتا خروتشوف، وليونيد بريجنيف، وكونستانتين تشيرنينكو، وميخائيل غورباتشوف، إلى جانب شخصيات شهيرة أخرى مثل تشي غيفارا، والرئيس الأمريكي الأسبق جيمي كارتر.

## مقالات ذات صلة
- ضريح هو تشي منه (فيتنام)
- ضريح لينين (روسيا)
- ضريح ماو تسي تونغ (الصين)
- ضريح سخباتار (منغوليا)
- ضريح أنور خوجة (ألبانيا)

## روابط خارجية
- صورة بالقمر الاصطناعي لقصر شمس كومسوزان على خرائط جوجل.